# Nierenfleck-Wickeneule
Die Nierenfleck-Wickeneule (Lygephila pastinum) ist ein Schmetterling (Nachtfalter) aus der Familie der Eulenfalter (Noctuidae). Das Artepitheton leitet sich vom lateinischen Wort pastinum mit der Bedeutung Hacke ab und bezieht sich auf die gebogene Form der Nierenmakel.

## Merkmale

### Falter
Die Flügelspannweite der Falter beträgt 40 bis 48 Millimeter. Die Farbe der Flügeloberseiten variiert von Hellgrau über Grauviolett bis hin zu Graubraun. Auffällig ist die große, schwarzbraune Nierenmakel in Form eines L oder V, die die Falter unverwechselbar macht. Neben der Nierenmakel befinden sich zuweilen kleine schwarze Flecke. Die Ringmakel ist zu einem schwarzen Punkt reduziert. Die Querlinien verlaufen undeutlich, der Submarginalbereich ist leicht verdunkelt. Hinterkopf und Nacken sind auffällig schwarzbraun samtig behaart.

### Raupe, Puppe

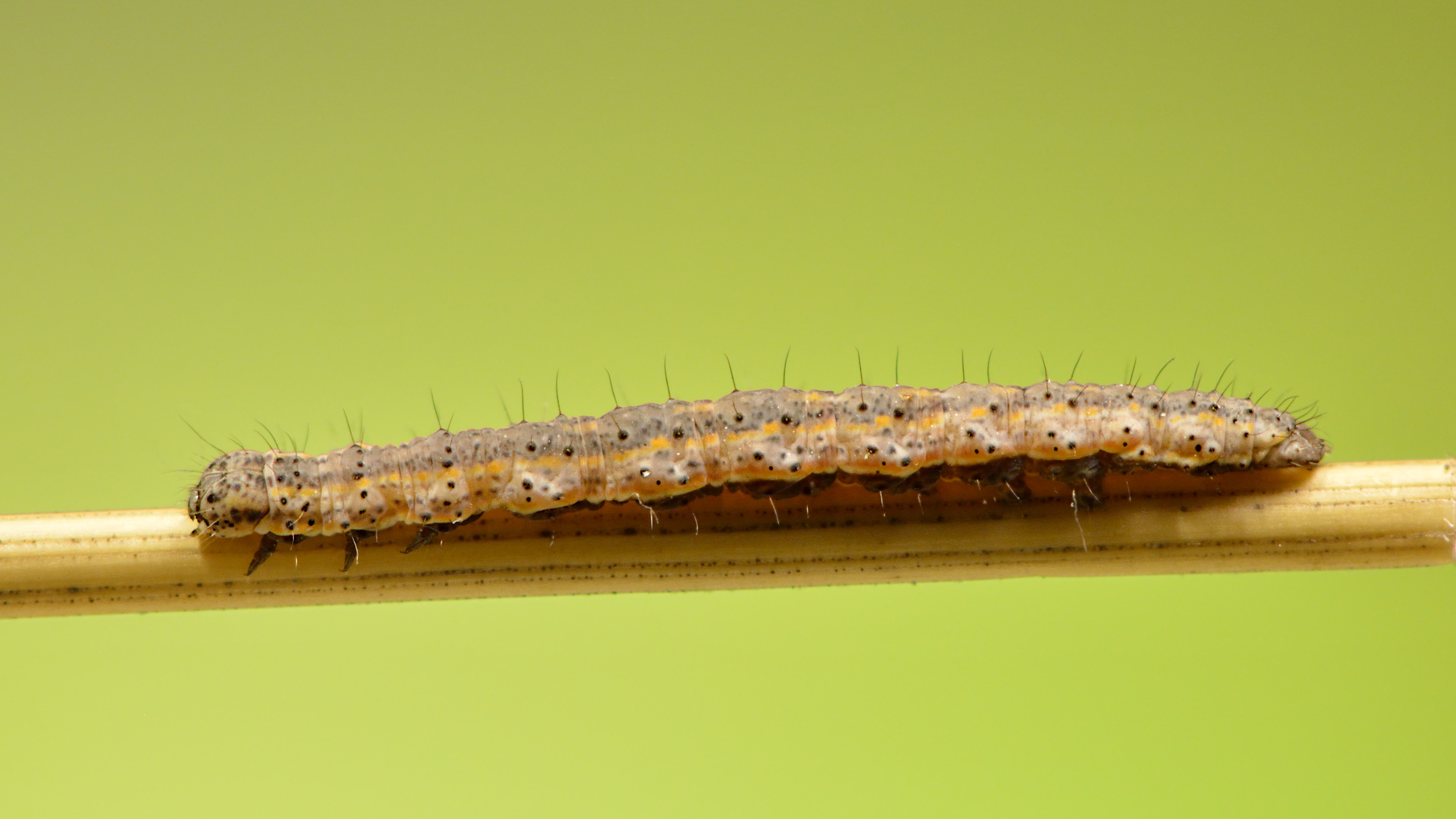
Raupe

Ausgewachsene Raupen sind graubraun bis bläulich grau gefärbt. Die feine Rückenlinie sowie die Nebenrückenlinien sind orange gelb, die Seitenstreifen weißlich und nach unten breit braun angelegt. Auf der gesamten Körperoberfläche befinden sich weiße, schwarz gekernte Punktwarzen sowie kleine schwarze Flecke. Der graubraune Kopf ist fein schwarz punktiert.
Die schlanke Puppe ist am spitzen Kremaster mit feinen Borsten versehen.

## Verbreitung und Lebensraum
Das Verbreitungsgebiet der Nierenfleck-Wickeneule erstreckt sich durch nahezu ganz Europa und weiter durch Zentralasien bis nach China und Japan. In den Alpen reicht das Vorkommen bis in Höhenlagen von 1800 Metern. Die Art besiedelt in erster Linie warme Hänge, Waldränder, Lichtungen, Heidegebiete und Ödländereien.

## Lebensweise
Die nachtaktiven Falter fliegen im Norden in einer sowie im Süden in zwei Generationen von Juni bis Juli bzw. im Mai und September. Sie besuchen künstliche Lichtquellen und Köder. Eier werden einzeln auf den Blättern der Nahrungspflanze abgelegt. Die jungen Raupen ruhen bei Tag an
der Pflanze, ältere unter der Blattoberfläche. Sie sind nachtaktiv. Die Raupen ernähren sich von den Blättern der Vogel-Wicke (Vicia cracca). Zu den weiteren Nahrungspflanzen zählen Wald-Wicke (Vicia sylvatica), Kronwicken (Coronilla) und Bärenschote (Astragalus glycyphyllos). Die Art überwintert im Raupenstadium. In der Regel findet die Verpuppung an oder in der Erde statt, zuweilen auch zwischen zusammengesponnenen Blättern.